# Nekrofília (parafília)
A nekrofília, más néven nekrofilizmus, nekrolagnia, tanatofília szexuális vonzódás holttestekhez vagy aktus, amely holttestekkel történik.
Rosman és Resnick 34 nekrofíliaesetet vizsgált meg, amelyek leírják az egyének motivációit: a felmérésből kiderül, hogy ezek az egyének egy ellen nem szegülő és vissza nem utasító partnerre vágynak (esetek 68%-a), romantikus partnerrel való egyesülésre vágynak (esetek 21%-a), holttestekhez szexuálisan vonzódnak (esetek 15%-a), vigasztalás vagy elszigeteltség érzéseinek leküzdésére vágynak (esetek 15%-a), vagy az áldozat feletti diadalmat élik át (12%-a).

## A kifejezés eredete
Úgy gondolják, hogy a nekrofília kifejezést Joseph Guislain belga orvos alkotta meg a Leçons Orales sur les Phrénopathies című könyvében, egy 1850 körül tartott előadásban, hivatkozva a kortárs nekrofilra, François Bertrandra.  
A kifejezést egy évtizeddel később népszerűsítette Bénédict Morel pszichiáter.

## Története
Az ókori világban a holttesteket hazájukba visszaszállító tengerészeket gyakran vádolták nekrofíliával. [5] A történelemben nincs folyamatosan jelen a nekrofília gyakorlása, azonban írásbeli nyilvántartások azt sugallják, hogy az ókori Egyiptomban jelen volt. Hérodotosz feljegyzéseiben az áll, hogy a holttesttel való kapcsolat elkerülése érdekében az ókori egyiptomiak hagyták az elhunyt gyönyörű nőket, hogy "három vagy négy napig" bomoljanak, mielőtt átadnák őket a balzsamozóknak. Persze Hérodotosz effajta elfogult jelentéseinek nem feltétlenül kell hitelt adni. Hérodotosz egy metafórával arra is utalt, hogy Periandrosz korinthoszi türannosz (Kr. e. 627-585) megfertőzte feleségének holttestét: "Periandrosz kenyérét hideg kemencében sütötte." [9] Egy másik forrás úgy tudja, hogy a konkrét esetben Periandrosz Melissza nevű halott feleségét 3 évig tartotta maga mellett. A fenti esetekben nem biztos, hogy valódi n. van szó, nincs feljegyzés arról, hogy történt-e sz. érintkezés is a holttestekkel.
A nekrofília cselekedeteit a Mocsika kultúra kerámiáin is ábrázolják, akik Peru északi részén uralkodtak az időszámításunk előtti első évszázadtól a nyolcadikig. Ezekben a leletekben a közös téma a férfi csontváz maszturbálása egy élő nőn. A hettita törvény a Kr. E. 16. századtól a Kr. E. 13. századig kifejezetten megengedte a halottakkal való szexet. A ma Kína északkeleti részéhez tartozó Xianbei császár Murong Xi közösült szeretett császárnéja Fu Xunying holttestével, miután az már hideg volt és koporsóba tették.
Ókori példa még az a János apostol (Kr. u. I. sz.) cselekedetiben feljegyzett történet, ahol egy férjes asszonyba örülten szerelmes ifjú a nő halála után felnyitotta sírboltját, és közösült a holttesttel. Viszont ezt követően egy ottlévő hatalmas kígyó halálra marta, és csak az apostol tudta feltámasztani őt.
Néhány évszázaddal később, Oszlopos Szent Simeon (388-459) életrajzában is előfordul ilyen: itt egy, szintén férjes nőbe 20 éven át szerelmes férfi akar a nő testével annak halála után n.-t elkövetni. Ebben a történetben a cselekmény nem lesz befejezett, mert a férfi a sírhoz érve némává és mozdulatlanná válik. Simeon meggyógyítja, és jó útra téríti.
Az Európán kívüli világból is ismertek példák. Egyes könyvek szerint az indiai ún. „balkezes” szektáknál fordult elő ilyesmi, ahol az aszkézisnek, a világ tökéletes megtagadásának része volt a holttesteken való meditálás, illetve a belőlük evés (kannibalizmus) mellett esetenként a velük való szexuális együttlét is.  (Más források ugyan elismerik a holttestekkel való lelki és fizikai foglalkozásokat több szektánál, pl. kápalika, agóri stb., nekrofíliát nem jegyeznek fel. A temetőkben való, élő férfiak és nők közötti szexuális együttlét szokását viszont igazolják.)
A tudósok szerint a primitív-természeti népeknél sem volt ismeretlen a n. A pukapukanok (Polinézia) a holttest megtekintését is elítélték alap esetben, de ugyanakkor elfogadhatónak tartották, ha a női halott unokatestvére bánatában meggyalázza azt. A luók (Kelet-Afrika) úgy hitték, hogy a szűzen meghalt nő szelleme veszélyes lehet közösségükre, ezért annak szüzességét egy külső, közösségükhöz nem tartozó személlyel fosztatták meg. A belakulák (Brit-Columbia) között régen hagyomány volt, hogy egy férfi meghalt felesége iránti gyászát n.-el mutassa ki. A kaimantuknál (Új-Giunea) a holttestek szexuális gyönyör céljára való felhasználásáról tettek említést. A kikamba népnél (Afrika) Ploss-Bartels tudós írt le hasonlót.
Erich Wulffen krimináljogtudós is több példát hoz fel (részben mások után) „Szexuális abnormitások és bűntettek” c. könyvében. Állítólag a német Hunsdröck-vidéken a 19. században vagy a 20. század eleje táján még elterjedt volt, hogy ha egy férfi menyasszonya a házasság előtt elhunyt, a férfi „megtartotta a testtel a nászéjszakát”. Úgy tudni, hogy Itáliában a kivégzett nők testét gyalázták meg (valószínűleg) hivatalnokok.  Egy osztrák herceg (aki miniszter is volt), állítólag egy bécsi kórházból női hullákat hozatott a lakásába, hivatalosan műkedvelői boncolási gyakorlatokhoz. Később kiderült, hogy néhány lányhullájával egyebet is tett.  Egy másik történetben (1849 táján) Bertrand őrmester gyermekkorában azon ábrándozott, hogy ruhátlan női holttestek veszik körül, és azokon n.-t hajt végre. Felnőve állatokat ölt és zsigerelt ki, majd holttesteket ásott ki temetőben, és feldarabolta őket. Lassan eljutott, és több esetben meg is tette a tényleges n.-t is. V. Ardisson (szül. 1872) már fiatalon kóros szerelmet érzett nők testváladékai iránt (vizeletüket itta), később sírásóként dolgozva női holttesteknek rendszeresen kebleit szopta, cuningulust, ritkán coitust végzett velük. Egy 3 éves kislány holttestét haza vitte magával, és azon folyamatosan n.-t gyakorolt a holttest fokozatos fizikai romlására való tekintet nélkül.
Egy 1890-ben dokumentált történet egy német orvostanhallgatóról szól, akinek holttestek iránti vonzalmát a kötelező bonctermi gyakorlatok ébresztették fel. Később erőszaktevővé, kéjgyilkossá, és n.-vá lett. Szintén német ember követte el (1893) azt a bűntényt, amelynek keretében egy erdőben megölt, majd végbélen át történő közösüléssel meggyalázott egy 10 éves kislányt.
1904-ben egy 26 éves tetőfedő legény szállt meg egy falusi fogadóban (Németország). A fogadó gazdájának akkor hunyt el 13 és fél éves lánya, akinek holttestén a tetőfedő n.-t végzett. 20. sz. eleji példa még egy tbc-ben elhunyt 21 éves nő története, itt a sírt utólag feldúlva találták, és a nemi szervén és ruháján lévő ondófolyadék alapján derült ki, mi lehetett az ismeretlen elkövető indítéka a sír meggyalázásánál. Helyszín megjelölése nélkül utal rá, hogy holttestek mellett virrasztó egyének, illetve katonák háborúban olykor női holttesteket használnak kéjvágyuk kielégítésére, ahogy szegény emberek körében is előfordult már anyagi helyzetükkel összegfüggésben (a prostitúció drága).
A későbbi időkből Iwan Bloch német orvos „Korunk nemi élete” c. könyve hoz példákat. 1901-ben Zillone (Német-cseh határ) egy 30 éves asszony holttestét készült (magára húzott) koporsóval fényes nappal meggyalázni egy többszörösen büntetett, szegének házában lakó férfi. (A tett nem lett befejezett egy sírkertet látogató asszony miatt.) Szintén 1901-es az a Weiheri (Némo.) esetben, amelynél halottas házban napszámos asszony holttestét gyalázta meg egy alkoholista (erősen hyperastheniás, és már állatokkal való közösülést is végzett) ember. A n. néphittel való kapcsolatát mutatja be Bloch akkor, amikor – F. S. Krauss Antropopthypea II. kötetének szövegei alapján – leírja, hogy délszláv országban vámpírként gyanúsított fiatal lányok és asszony holttestét ássák ki némely helyen, azoknak mellét levágják, belüket kitépik, és bizony n. is sor kerül.  Bloch másik művében (Beiträge zur Aetiologie der "Psychopathia sexualis" (Dohrn, Dresden, 1902), továbbá kortársa, Kraft-Ebing báró törvényszéki szakértő könyvében (Psychopathia sexualis) is vannak esetek lejegyezve. A néphittel áll összefüggésben holttestek olyan felhasználása is, ahol a babonás lakosok a kiásott holttest egyes testrészeit (pl. fejét, lábait) vagy csontját megőrölve rituális-népi céllal (pl. marhagyógyítás, állatszaporulat javítása, veszekedés megszüntetése rokonnal) a háznál, istállóban, kútban tartották. Az 1900-as évek elején többek között Nápoly, Posen vidékén és orosz területeken örökítették meg példáit. (Itt a szex. cselekmény hiánya miatt tulajdonképpen n.ról nem is beszélhetünk.)
A „platonikus n.” esetére példa a Caserta mellett Baialatinában feljegyzett eset. Itt egy férfi álnéven, remeteként élt egy magányos házban. A környékbeli parasztok azonban ablakán belesve észrevették, hogy az állítólagos remete egy atlaszruhába öltöztetett, csodálatos gyöngysort viselő szőke női holttestet csókolgat az ágyán. Mint utólag kiderült, a nő szerelme volt, akit rokonai eltiltottak tőle, és csak titokban tudott kapcsolatot tartani vele. Mikor a nő rövid betegség után elhunyt, a férfi naplójába beírta, hogy legalább halála után az övé lesz. A holttestet kiásta, és házába szállította… (Coitusról a leírás nem tud.)
A reneszánsz Olaszországban, a fekete halál által kiváltott erkölcsi összeomlás után és az ellenreformáció előtt az irodalom tele volt szexuális hivatkozásokkal, melybe a nekrofília is megjelent.
A hírhedt jelenkori eset az amerikai sorozatgyilkos, Jeffrey Dahmer ügye volt. Dahmer szexuális rabszolgát akart létrehozni, aki tudatlanul beleegyezik abba, amit akar. Amikor kísérletei kudarcot vallottak, és férfi áldozatai meghaltak, addig őrizte a holttesteket, amíg azok felismerhetetlenné nem váltak, közben folyamatosan maszturbált és közösült a testekkel. Ahhoz, hogy felizguljon meg kellett gyilkolnia férfi áldozatait, mielőtt velük szexuális kapcsolatot folytatott volna. Dahmer kijelentette, hogy az áldozatait csak azért ölte meg, mert szex után el akarta őket hagyni, és mérgesek lettek volna rá, ha megtudják, hogy kábítószert adott be nekik. A brit sorozatgyilkos, Dennis Nilsen szintén nekrofilnak tekinthető. Egyes bűneseteknél lehetséges néha, hogy pusztán az áldozat tehetetlenné (védekezőképtelenné) válása volt az elkövető célja, nem valódi nekrofilia.
Az 1977-1992 között egy amerikai férfi bonctermi dolgozó (személyes elmondása alapján) éjjeli műszakban rendszeresen közösült női holttestekkel munkahelyén Ohio-ban (USA).

## Besorolás
A Mentális rendellenességek diagnosztikai és statisztikai kézikönyvének ötödik kiadásában (DSM-5) a holttestek iránti ismétlődő, intenzív szexuális érdeklődés tízszintű besorolásra tagolja:
1. Szerepjátékok: emberek, akik attól jönnek izgalomba, hogy úgy tesznek mintha élő partnerük halott lenne szex közben.
2. Romantikus nekrofília: gyászolók, akik ragaszkodnak halott szeretőjük testéhez.
3. Nekrofíl álmodozók: azok az emberek, akik fantáziálnak a nekrofíliáról, de valójában soha nem szexelnek holttesttel.
4. Érintéses nekrofilia: azok az emberek, akik holttest megérintésével vagy megsimogatásával jönnek izgalomba, anélkül, hogy közösülésbe lépnének.
5. Fetisisztikus nekrofília: azok az emberek, akik szexuális célokra tárgyakat (pl. Bugyi vagy tampon) vagy testrészeket (pl. Ujj vagy nemi szerv) vágnak le szexuális célra, anélkül, hogy közösülésbe lépnének.
6. Csonkítós nekrofília: azok az emberek, akiknek örömet szerez egy holttest megcsonkítása maszturbálás közben, anélkül, hogy közösülésbe lépnének.
7. Opportunista nekrofília: azok az emberek, akik általában nem érdeklődnek a nekrofília iránt, de megragadják a lehetőséget, amikor ez felmerül.
8. Rendszeres nekrofília: azok az emberek, akik elsősorban halottakkal közösülnek.
9. Gyilkossági nekrofília: nekroszadisták, akik gyilkosságot követnek el az áldozattal való szex céljából.
10. Exkluzív nekrofília: azok az emberek, akiket kizárólag a halottakkal való szexben érdekeltek, és egyáltalán nem tudnak élő partnerre felizgulni.

Továbbá, a kriminológus Lee Mellor tipológiájában gyilkos nekrofíliák nyolc kategóriát alkotnak (A-H), mely két viselkedési tengelyen alapul: destruktív (elkövető megcsonkítja a holttest szexuális okokból) – tartósító (elkövető nem csonkít), valamint hideg (az elkövető a holttestet több, mint két órával a halál után használja) – meleg (az elkövető a holttestet kevesebb, mint két órával a halál után használja). Illetve van további négy kategória (E-H):
- A kategória (hideg/destruktív), pl. Ted Bundy, Jeffrey Dahmer
- B kategória (hideg/tartósító), pl. Gary Ridgway, Dennis Nilsen
- C kategória (meleg/destruktív) pl. Andrej Csikatilo, Joseph Vacher
- D kategória (meleg/tartósító) pl. Robert Yates, Earle Nelson
- E kategória (nedveítők) pl. Richard Ramirez, Mark Dixie
- F kategória (katathimikus ⁠ – impulzív, erőteljes kötődés)
- G kategória (kizárólag csonkolós nekrofilok), pl. Robert Napper, Peter Sutcliffe
- H kategória (szexuális kannibálok és vámpírok) pl. Albert Fish, Peter Kürten[39]

## Kutatás

### Emberek
A nekrofíliát gyakran ritkának feltételezik, de a lakosság körében való előfordulásáról nem állnak rendelkezésre adatok. Néhány nekrofil csak a cselekedetről fantáziál, anélkül, hogy végrehajtaná. 1958-ban Klaf és Brown megjegyezte, hogy bár ritkán írják le, a nekrofíliai fantáziák gyakrabban fordulhatnak elő, mint általában gondolják.
Rosman és Resnick 122 nekrofíliaesetet vizsgált. A mintát valódi nekrofilokra osztották le, akiknek tartós vonzódása volt a holttestekhez, és álnekrofilokra, akik a lehetőségektől, szadizmustól vagy átmeneti érdeklődéstől váltak azzá. A teljes létszám 92%-a férfi és 8%-a nő. A valódi nekrofilok 57%-ának volt alkalmanként hozzáférése holttestekhez, leggyakrabban hullaházi, kórházi és a temetkezési állásokon keresztül. A kutatók elképzelése szerint a következő helyzetek bármelyike kiválthat nekrofíliát:
1. A nekrofilnak kicsi önbizalma van, valószínűleg jelentős kudarc átélése miatt; 
a) Nagyon félnek mások általi elutasítástól, és szexuális partnerre vágynak, aki képtelen elutasítani őket; és/vagy
(b) Félnek a halottaktól, és félelmüket – reakció kialakulásával – vágyakká alakítják át.
2. Izgató gondolatok alakulnak ki bennük egy holttest miatt, mellyel sok időt töltenek együtt.

### Más állatok

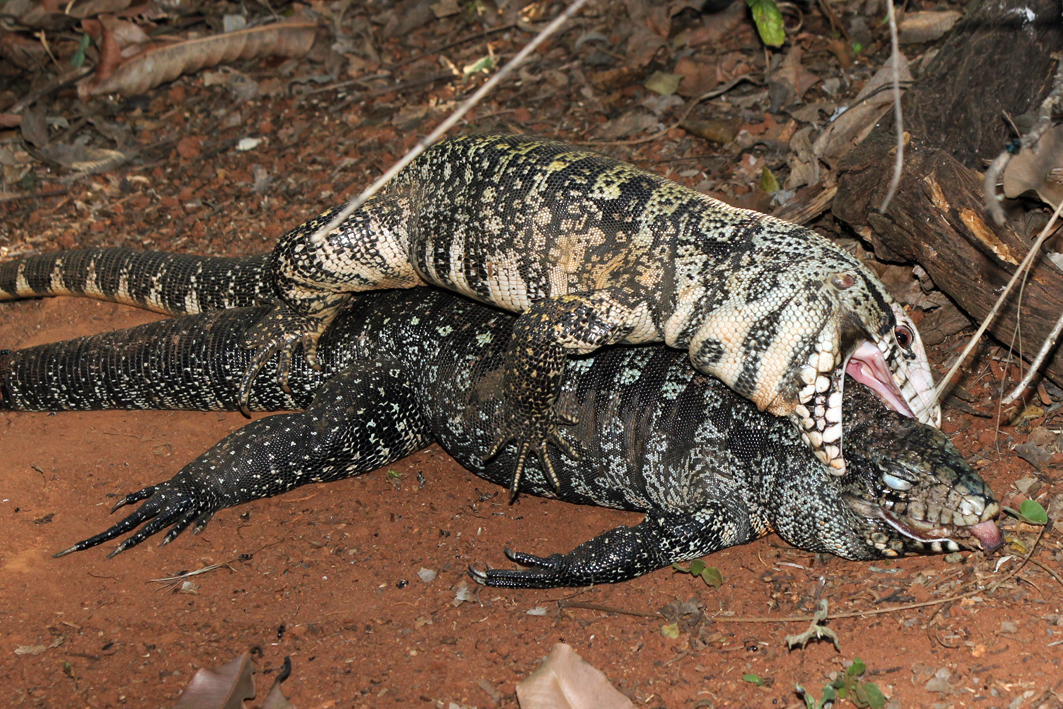
Egy hím fekete-fehér tegu egy két napja halott nősténnyel próbál párosodni.

A nekrofíliát megfigyelték emlősökön, madarakon, hüllőkön és békákon. 1960-ban Robert Dickerman feljegyzett nekrofíliát ürgéken, amit úgynevezett „Davian viselkedés” hivatkozva egy limerickre egy nekrofíl Dave nevű bányászról. A címet továbbra is használják az állatok nekrofil esetére. Egyes pókfélék és rovarok szexuális kannibalizmust gyakorolnak, amelyben a nőstény párosodik, majd közösülés alatt vagy után megeszi párját.
Kees Moeliker egy észrevételt tett, miközben a Rotterdami Természettudományi Múzeum irodájában ült, amikor meghallotta egy madár különös hangját, amely az épület üveghomlokzatát ütötte. Vizsgálatakor felfedezett egy hím vadkacsát, ami halottan feküdt az épület előtt. A halott madár mellett egy másik állt a közelében. Miközben Moeliker megfigyelte a párt, az élő kacsa néhány percig a halott testére csapódott, majd a holttesttel párosodni kezdett. A nekrofília körülbelül 75 percig tartott, ekkor Moeliker szerint az élő kacsa két rövid szünetet vett, majd folytatta a párosító viselkedést. Moeliker arra a következtetésre jutott, hogy az ablaknak ütközés idején a két kacsa úgynevezett "erőszak repülést" hajtott végre. "Amikor az egyik meghalt, a másik csak kihasználta a helyzetet, és nem kapott negatív visszajelzést — nos, nem kapott visszajelzést egyáltalán" – mondta Moeliker. A nekrofíliáról korábban csak heteroszexuális vadkacsapárokban számoltak be.
George Murray Levick „Az Adélie-pingvin szexuális szokásai” néven ismert rövid cikkben, amely túl sokkolónak tekinthető a kortárs kiadvány számára, „kis huligán bandáknak” írta le az pingvineket, amelyek párosultak az elhunyt nőstényekkel. Manapság ezt a fiatal pingvinek tapasztalatlanságának tulajdonítják; egy elhunyt nő, félig csukott szemmel, nagyon hasonlít a megfelelő nőstényre. Megfigyelték, hogy 1921-ben egy szamárpingvin megpróbált kapcsolatot létesíteni egy halott pingvinnel.

## Fordítás
- Ez a szócikk részben vagy egészben  a   Necrophilia című angol Wikipédia-szócikk ezen változatának fordításán alapul.  Az eredeti cikk szerkesztőit annak laptörténete sorolja fel. Ez a jelzés csupán a megfogalmazás eredetét és a szerzői jogokat jelzi, nem szolgál a cikkben szereplő információk forrásmegjelöléseként.